# Charles Champoiseau
Charles-François-Noël Champoiseau (Tours, 1 de maio de 1830 - Paris, 29 de junho de 1909) foi um diplomata e arqueólogo francês. Devemos a ele a descoberta da Vitória de Samotrácia em 1863.

## Biografia
Filho do prefeito de Tours, Noël Champoiseau, cofundador e segundo presidente da Sociedade Arqueológica de Touraine, e neto de uma Mame (da dinastia tipográfica), Charles Champoiseau seguiu a carreira diplomática.
Foi sucessivamente agente vice-cônsul em Redout-Kalé em 1855, em Philippopoli em 1857, encarregado da gestão do consulado de Adrianópolis em 1862, cônsul honorário encarregado do vice-consulado de Janina em 1865, cônsul em Janina em 1867, em La Chania em 1868, na cidade de Ruse na Bulgária entre 1869 - 1873, em Bilbao em 1873, em Galaiz em 1874, cônsul de primeira classe em 1875, encarregado da gestão do consulado da Baía em 1877, cônsul em Messina em 1878, em Livorno em 1880, cônsul geral em Calcutá em 1881, a cargo do consulado de Torino em 1882, cônsul geral em Esmirna em 1884, em Nápoles em 1887, ministro plenipotenciário em 1889, encarregado de uma missão arqueológica na ilha de Samotrácia em 1891.
Enquanto estava trabalhando em Adrianópolis, ele decidiu realizar escavações em Samotrácia em 1862 e fez a descoberta da Vitória de Samotrácia no ano seguinte. Ele o enviou ao Museu do Louvre para enriquecer a coleção, que ele completou em 1867 com dois torsos descobertos em Actium. Faz parte da primeira lista de doadores e missionários inscrita na placa comemorativa daqueles que mais contribuíram para o enriquecimento do Louvre.
Ele se tornou um membro correspondente do Institut de France (Académie des inscriptions et belles-lettres) em 1889 e um membro da Académie de Marseille.
Champoiseau foi um oficial da Legião de Honra, um oficial de educação pública e condecorado com a medalha da Criméia.
Ele se casou com Virginie Badetti, viúva do diplomata Jacques Zirigovich e mãe de Alexandre Kermorgant.